# Eino Leino (poeta)
|  | Per al lluitador del mateix nom vegeu Eino Leino |

Eino Leino (nom real Armas Einar Leopold Lönnbohm, 6 de juliol de 1878, Paltamo, regió de Kainuu - 10 de gener de 1926 a Tuusula) fou un escriptor, periodista i crític finlandès. L'extensa i versàtil producció escrita de Leino inclou poesia, novel·les, obres de teatre, assajos, columnes a la premsa i traduccions de literatura estrangera. Leino és considerat un dels autors més importants de Finlàndia. Tant la seva prosa com la seva poesia han estat, durant dècades, molt populars entre el gran públic.
Eino Leino va formar part del cercle liberal radical de la jove cultura finlandesa format al voltant del periòdic Päivälehti. Va participar activament en els debats sobre política cultural, no només al diari Päivälehti, sinó també al seu successor, Helsingin Sanomat, així com amb el seu germà, Kasimir Leino, en el seu Nykyajassa, al setmanari Päivä i amb L. Onerva a Sunnuntai.

## Biografia

### Primers anys
Eino Leino va néixer en una família amb deu fills. Fou el setè i el fill més jove de l'agrimensor Anders Lönnbohm i Anna Emilia Lönnbohm. El pare de Leino havia canviat el seu cognom de Mustonen a Lönnbohm per avançar en la seva carrera. Eino Leino era el més jove dels seus set fills. El seu germà gran, Kasimir Leino, fou una important figura cultural a Finlàndia. Va ser poeta, crític i director teatral. Eino i Kasimir Leino van fundar una revista de literatura junts el 1898.
Leino va publicar el seu primer poema als 12 anys i, a l'edat de 18 anys, també una col·lecció de poemes, titulada Maaliskuun lauluja.
Els pares de Leino van morir mentre encara anava a escola. Va començar la seva escolarització a Kajaani i va continuar a Oulu i Hämeenlinna, on va estar vivint amb familiars. Leino va acabar el seus estudis de secundària a de Hämeenlinna i va començar a estudiar a la Universitat de Hèlsinki.

### Carrera literària
Al començament de la seva carrera, Eino Leino va ser molt estimat i elogiat pels crítics. Es va unir als cercles literaris i periodístics i es va fer membre del cercle "Joves Finlandesos". Entre els amics de Leino hi havia l'artista Pekka Halonen i Otto Manninen, que es va guanyar fama com a poeta i traductor.
Després de la Guerra Civil Finlandesa, la fe idealista de Leino envers la unitat nacional es va esfondrar i la seva influència com a periodista i polemista es va debilitar. Se li va concedir una pensió d'escriptor estatal el 1918 a l'edat de quaranta anys. Tot i publicar prolíficament, va tenir problemes financers i la seva salut es va deteriorar. "La vida és sempre una lluita amb les forces eternes", va dir Leino en una carta del 1925 al seu amic Bertel Gripenberg.
Leino va publicar més de 70 llibres de poemes i relats. Els més famosos són les dues col·leccions de poemes Helkavirsiä (1903 i 1916), en què utilitza extensament la mitologia i el folklore finlandesos.
A més d'escriure poesia, Eino Leino escrivia als diaris sobre teatre i cultura en general, i va traduir treballs d'escriptors importants com Runeberg i Goethe.Fou la primera persona a Finlàndia que va La Divina Comèdia de Dante al finlandès.
eino es va casar tres vegades i va tenir una filla, Helka. Va morir el 1926 als 47 anys i després va ser enterrat al Cementiri Hietaniemi de Hèlsinki.
La biografia més detallada de Leino va ser escrita en la dècada de 1930 per la seva amant i col·lega L. Onerva. A la història dramàtica, Onerva també escriu sobre la seva pròpia vida.

## Estil literari i importància
Leino es considera el primer i més important formador del romanticisme nacional en la literatura finlandesa. En realitat, Leino va encunyar el terme neoromantisme nacional per caracteritzar les obres dels talents de la Jove Finlàndia com el compositor Jean Sibelius, el pintor Akseli Gallen-Kallela i l'arquitecte Eliel Saarinen.
L'estil de Leino es va desenvolupar al llarg dels seus 35 anys de carrera. A les primeres obres, incloent la seva col·lecció més famosa, Helkavirsiä (1903) es fa palesa la influència del poema èpic nacional Kalevala.
A la meitat de la seva carrera, Leino va traduir els clàssics de la literatura mundial al finlandès. Al mateix temps, va escriure les seves pròpies obres en diversos gèneres: poesia, obres de teatre, assaigs, ressenyes i altres articles de periodisme. El seu treball abasta un ampli ventall emocional, des del profund amor a la misantropia i la crítica mordaç.
En els seus últims anys, després de les lluites de la seva vida personal, Leino va tornar als temes nacionals romàntics de la seva joventut.

## Poema "Laulajapoika" (fragment)
| « | (finès) Laulajapoika Minä tahdon maljani tyhjentää, kun ensi leivoset laulaa, kun koivut on hiirenkorvallaan ja vuorilla virrat pauhaa. Ja tahdon ma lauluni lahjoittaa, kun ensi joutsen soutaa, kun kukka on puussa ja kukka on maassa ja lehdot leikkihin joutaa. | (català) El noi cantant Vull buidar la meva copa quan les primeres aloses cantin, quan els bedolls estiguin en brot i a les muntanyes els rius rugeixen. I jo vull concedir la meva cançó quan floti el primer cigne, quan la flor neixi a l'arbre i al camp i les arbredes al seu joc es llancin. | » |